# Đông Chu Chiêu Văn quân
Đông Chu Chiêu Văn quân (chữ Hán: 東周昭文君; ? - ?) họ Cơ còn tên thật là gì không rõ, là con của Đông Chu Huệ công và là vị quân chủ thứ hai của nước Đông Chu thời Chiến Quốc trong lịch sử Trung Quốc.
Sách Hán thư liệt vào loại trung hạ nhân, căn cứ theo ghi chép từ thiên "Canh báo" trong Lã thị Xuân Thu thì Trương Nghi đã từng hội kiến Chu Chiêu Văn quân dò hỏi sự tình, thời kỳ tại vị của ông tương ứng với thời Tần Huệ Văn vương (trị vì năm 337 TCN - 311 TCN).
Sau khi Đông Chu Chiêu Văn quân qua đời, con là Đông Chu Vũ công lên kế vị.